# Équipe d'Italie de Coupe Davis
L'équipe d'Italie de Coupe Davis représente l'Italie à la Coupe Davis. Elle est placée sous l'égide de la Fédération italienne de tennis (en).

## Historique
Créée en 1922, l'équipe d'Italie de Coupe Davis a remporté l'épreuve en 1976 en battant le Chili (4-1) et en 2023 en battant l’Australie (2-0) et a atteint six fois la finale en 1960, 1961, 1977, 1979, 1980, et 1998. Elle a aussi disputé la finale interzone à six autres reprises en 1928, 1930, 1949, 1952, 1955 et 1958.
Les années 1950 et 1960 sont marquées par le duo Nicola Pietrangeli et Orlando Sirola. Les deux hommes, qui ont joué plus de 40 matchs de double ensemble, ont participé à deux finales de Challenge Round en 1960 et 1961. Pietrangeli possède par ailleurs les meilleurs statistiques de l'histoire de la Coupe Davis, notamment en termes de matchs remportés.
L'Italie connaît son heure de gloire dans les années 1970. Emmenée par Adriano Panatta, Corrado Barazzutti et Paolo Bertolucci, l'équipe remporte l'édition 1976 puis atteint trois autres finales, le tout en cinq ans.
Après avoir atteint la finale en 1998, l'équipe est reléguée dans le groupe 1 en 2001, puis brièvement dans le groupe 2 en 2004. Elle retrouve le groupe mondial en 2012 puis atteint les demi-finales en 2014.